# FA Cup 2004-2005
La FA Cup 2004-2005 è stata la centoventiquattresima edizione della competizione calcistica più antica del mondo. È stata vinta dall'Arsenal contro il Manchester United.

## Calendario
| Turno                           | Data              | Incontri | Squadre   |
| ------------------------------- | ----------------- | -------- | --------- |
| Turno extra preliminare         | 28 agosto 2004    | 73       | 661 → 588 |
| Turno preliminare               | 4 settembre 2004  | 182      | 588 → 406 |
| Primo turno di qualificazione   | 18 settembre 2004 | 124      | 406 → 282 |
| Secondo turno di qualificazione | 2 ottobre 2004    | 84       | 282 → 198 |
| Terzo turno di qualificazione   | 16 ottobre 2004   | 42       | 198 → 156 |
| Quarto turno di qualificazione  | 30 ottobre 2004   | 32       | 156 → 124 |
| Primo turno                     | 13 novembre 2004  | 40       | 124 → 84  |
| Secondo turno                   | 4 dicembre 2004   | 20       | 84 → 64   |
| Terzo turno                     | 8 gennaio 2005    | 32       | 64 → 32   |
| Quarto turno                    | 29 gennaio 2005   | 16       | 32 → 16   |
| Quinto turno                    | 19 febbraio 2005  | 8        | 16 → 8    |
| Sesto turno                     | 23 marzo 2005     | 4        | 8 → 4     |
| Semifinali                      | 16 aprile 2005    | 2        | 4 → 2     |
| Finale                          | 21 maggio 2005    | 1        | 2 → 1     |

## Primo turno
| Incontro | Squadra in casa   | Risultato       | Squadra fuori casa | Spettatori |
| -------- | ----------------- | --------------- | ------------------ | ---------- |
| 1        | Blackpool         | 3 – 0           | Tamworth           | 4.796      |
| 2        | Darlington        | 3 – 3           | Yeovil Town        | 3.698      |
| Replay   | Yeovil Town       | 1 – 0           | Darlington         | 5.365      |
| 3        | Barnet            | 1 – 2           | Bath City          | 2.147      |
| 4        | Bristol City      | 1 – 1           | Brentford          | 10.000     |
| Replay   | Brentford         | 1 – 1 (3-4 dtr) | Bristol City       | 3.706      |
| 5        | Bury              | 5 – 2           | Vauxhall Motors    | 2.566      |
| 6        | Histon            | 2 – 0           | Shrewsbury Town    | 2.843      |
| 7        | Rochdale          | 2 – 1           | Oxford Utd         | 2.333      |
| 8        | Notts County      | 2 – 1           | Woking             | 4.562      |
| 9        | Stafford Rangers  | 0 – 2           | Chester City       | 2.492      |
| 10       | Swindon Town      | 4 – 1           | Sheffield Weds     | 6.160      |
| 11       | Stockport County  | 3 – 1           | Huddersfield Town  | 3.479      |
| 12       | Wycombe           | 1 – 0           | Coalville Town     | 2.816      |
| 13       | Bristol Rovers    | 1 – 1           | Carlisle Utd       | 5.658      |
| Replay   | Carlisle Utd      | 1 – 0           | Bristol Rovers     | 4.813      |
| 14       | Northampton Town  | 1 – 0           | Barnsley           | 4.876      |
| 15       | Bradford City     | 0 – 1           | Rushden & Diamonds | 4.171      |
| 16       | Hull City         | 3 – 2           | Morecambe          | 10.129     |
| 17       | Southend Utd      | 0 – 3           | Luton Town         | 6.683      |
| 18       | Exeter City       | 1 – 0           | Grimsby Town       | 3.378      |
| 19       | Scunthorpe Utd    | 2 – 0           | Chesterfield       | 4.869      |
| 20       | Mansfield Town    | 1 – 1           | Colchester Utd     | 3.202      |
| Replay   | Colchester Utd    | 4 – 1           | Mansfield Town     | 2.492      |
| 21       | Alfreton Town     | 1 – 1           | Macclesfield Town  | 2.251      |
| Replay   | Macclesfield Town | 2 – 0           | Alfreton Town      | 1.783      |
| 22       | Port Vale         | 3 – 1           | Kidderminster      | 4.141      |
| 23       | Halifax Town      | 3 – 1           | Cambridge Utd      | 2.368      |
| 24       | Cheltenham Town   | 1 – 3           | Swansea City       | 4.551      |
| 25       | Southport         | 1 – 3           | Hereford Utd       | 2.045      |
| 26       | Hayes             | 0 – 4           | Wrexham            | 1.751      |
| 27       | Tiverton Town     | 1 – 3           | Doncaster          | 1.618      |
| 28       | Boston Utd        | 5 – 2           | Hornchurch         | 2.437      |
| 29       | Peterborough Utd  | 2 – 1           | Tranmere           | 2.940      |
| 30       | Leyton Orient     | 3 – 1           | Dag & Red          | 4.155      |
| 31       | Slough Town       | 2 – 1           | Walsall            | 2.023      |
| 32       | Cambridge City    | 2 – 1           | Leigh RMI          | 930        |
| 33       | Forest Green      | 1 – 1           | Bournemouth        | 1.837      |
| Replay   | Bournemouth       | 3 – 1           | Forest Green       | 5.489      |
| 34       | Hartlepool Utd    | 3 – 0           | Lincoln City       | 4.533      |
| 35       | Billericay Town   | 0 – 1           | Stevenage Borough  | 1.804      |
| 36       | Yeading           | 2 – 1           | Halesowen Town     | 524        |
| 37       | Aldershot Town    | 4 – 0           | Canvey Island      | 2.600      |
| 38       | Hinckley United   | 2 – 0           | Torquay Utd        | 2.129      |
| 39       | Thurrock          | 0 – 1           | Oldham Athletic    | 1.156      |
| 40       | MK Dons           | 1 – 0           | Lancaster City     | 2.065      |

## Secondo turno
| Incontro | Squadra in casa    | Risultato | Squadra fuori casa | Spettatori |
| -------- | ------------------ | --------- | ------------------ | ---------- |
| 1        | Blackpool          | 1 – 0     | Port Vale          | 4.669      |
| 2        | Bournemouth        | 2 – 1     | Carlisle Utd       | 5.815      |
| 3        | Histon             | 1 – 3     | Yeovil Town        | 2.564      |
| 4        | Swindon Town       | 1 – 1     | Notts County       | 5.768      |
| Replay   | Notts County       | 2 – 0     | Swindon Town       | 3.770      |
| 5        | Stockport County   | 0 – 0     | Swansea City       | 2.680      |
| Replay   | Swansea City       | 2 – 1     | Stockport County   | 5.572      |
| 6        | Wycombe            | 0 – 3     | Luton Town         | 4.767      |
| 7        | Northampton Town   | 1 – 0     | Bury               | 4.415      |
| 8        | Hull City          | 4 – 0     | Macclesfield Town  | 9.831      |
| 9        | Oldham Athletic    | 4 – 0     | Leyton Orient      | 4.657      |
| 10       | Exeter City        | 2 – 1     | Doncaster          | 4.797      |
| 11       | Scunthorpe Utd     | 2 – 0     | Wrexham            | 5.698      |
| 12       | Halifax Town       | 1 – 3     | Chester City       | 4.497      |
| 13       | Hereford Utd       | 2 – 3     | Boston Utd         | 3.601      |
| 14       | Peterborough Utd   | 2 – 0     | Bath City          | 4.187      |
| 15       | Slough Town        | 1 – 3     | Yeading            | 2.418      |
| 16       | Cambridge City     | 0 – 1     | MK Dons            | 2.000      |
| 17       | Hartlepool Utd     | 5 – 1     | Aldershot Town     | 4.556      |
| 18       | Stevenage Borough  | 0 – 2     | Rochdale           | 2.700      |
| 19       | Rushden & Diamonds | 2 – 5     | Colchester Utd     | 3.077      |
| 20       | Hinckley United    | 0 – 0     | Brentford          | 2.661      |
| Replay   | Brentford          | 2 – 1     | Hinckley United    | 4.002      |

## Terzo turno
| Incontro | Squadra in casa  | Risultato | Squadra fuori casa | Spettatori |
| -------- | ---------------- | --------- | ------------------ | ---------- |
| 1        | Arsenal          | 2 – 1     | Stoke City         | 36.579     |
| 2        | Notts County     | 1 – 2     | Middlesbrough      | 13.671     |
| 3        | Manchester Utd   | 0 – 0     | Exeter City        | 67.551     |
| Replay   | Exeter City      | 0 – 2     | Manchester Utd     | 9.033      |
| 4        | Plymouth         | 1 – 3     | Everton            | 20.112     |
| 5        | Leicester City   | 2 – 2     | Blackpool          | 16.750     |
| Replay   | Blackpool        | 0 – 1     | Leicester City     | 6.938      |
| 6        | Derby County     | 2 – 1     | Wigan              | 14.457     |
| 7        | Sunderland       | 2 – 1     | Crystal Palace     | 17.536     |
| 8        | Wolverhampton    | 2 – 0     | Millwall           | 12.566     |
| 9        | Yeading          | 0 – 2     | Newcastle Utd      | 10.824     |
| 10       | Hull City        | 0 – 2     | Colchester Utd     | 14.027     |
| 11       | Tottenham        | 2 – 1     | Brighton           | 36.094     |
| 12       | Reading          | 1 – 1     | Swansea City       | 13.642     |
| Replay   | Swansea City     | 0 – 1     | Reading            | 7.354      |
| 13       | Birmingham City  | 3 – 0     | Leeds Utd          | 25.159     |
| 14       | Hartlepool Utd   | 0 – 0     | Boston Utd         | 5.342      |
| Replay   | Boston Utd       | 0 – 1     | Hartlepool Utd     | 3.653      |
| 15       | MK Dons          | 0 – 2     | Peterborough Utd   | 4.407      |
| 16       | Oldham Athletic  | 1 – 0     | Manchester City    | 13.171     |
| 17       | Chelsea          | 3 – 1     | Scunthorpe Utd     | 40.019     |
| 18       | Cardiff City     | 1 – 1     | Blackburn          | 14.145     |
| Replay   | Blackburn        | 3 – 2     | Cardiff City       | 9.140      |
| 19       | Charlton         | 4 – 1     | Rochdale           | 13.955     |
| 20       | West Ham Utd     | 1 – 0     | Norwich City       | 23.389     |
| 21       | Sheffield Utd    | 3 – 1     | Aston Villa        | 14.003     |
| 22       | Preston N.E.     | 0 – 2     | West Bromwich      | 13.005     |
| 23       | Rotherham Utd    | 0 – 3     | Yeovil Town        | 5.397      |
| 24       | Burnley          | 1 – 0     | Liverpool          | 19.033     |
| 25       | Bournemouth      | 2 – 1     | Chester City       | 7.653      |
| 26       | Coventry City    | 3 – 0     | Crewe Alexandra    | 7.629      |
| 27       | Watford          | 1 – 1     | Fulham             | 14.896     |
| Replay   | Fulham           | 2 – 0     | Watford            | 11.306     |
| 28       | Ipswich Town     | 1 – 3     | Bolton             | 20.080     |
| 29       | Portsmouth       | 1 – 0     | Gillingham         | 14.252     |
| 30       | Northampton Town | 1 – 3     | Southampton        | 7.183      |
| 31       | QPR              | 0 – 3     | Nottingham Forest  | 11.140     |
| 32       | Luton Town       | 0 – 2     | Brentford          | 6.681      |

## Quarto turno
| Incontro | Squadra in casa   | Risultato       | Squadra fuori casa | Spettatori |
| -------- | ----------------- | --------------- | ------------------ | ---------- |
| 1        | Derby County      | 1 – 1           | Fulham             | 22.040     |
| Replay   | Fulham            | 4 – 2           | Derby County       | 15.528     |
| 2        | Manchester Utd    | 3 – 0           | Middlesbrough      | 67.251     |
| 3        | Blackburn         | 3 – 0           | Colchester Utd     | 10.634     |
| 4        | Chelsea           | 2 – 0           | Birmingham City    | 40.379     |
| 5        | West Ham Utd      | 1 – 1           | Sheffield Utd      | 25.449     |
| Replay   | Sheffield Utd     | 1 – 1 (3-1 dtr) | West Ham Utd       | 15.067     |
| 6        | Oldham Athletic   | 0 – 1           | Bolton             | 12.029     |
| 7        | Arsenal           | 2 – 0           | Wolverhampton      | 37.135     |
| 8        | Everton           | 3 – 0           | Sunderland         | 33.186     |
| 9        | Nottingham Forest | 1 – 0           | Peterborough Utd   | 16.774     |
| 10       | Brentford         | 0 – 0           | Hartlepool Utd     | 8.967      |
| Replay   | Hartlepool Utd    | 0 – 1           | Brentford          | 7.580      |
| 11       | Reading           | 1 – 2           | Leicester City     | 14.825     |
| 12       | Burnley           | 2 – 0           | Bournemouth        | 9.944      |
| 13       | Southampton       | 2 – 1           | Portsmouth         | 29.453     |
| 14       | West Bromwich     | 1 – 1           | Tottenham          | 22.441     |
| Replay   | Tottenham         | 3 – 1           | West Bromwich      | 27.860     |
| 15       | Newcastle Utd     | 3 – 1           | Coventry City      | 44.044     |
| 16       | Charlton          | 3 – 2           | Yeovil Town        | 22.873     |

## Quinto turno
| Incontro | Squadra in casa   | Risultato       | Squadra fuori casa | Spettatori |
| -------- | ----------------- | --------------- | ------------------ | ---------- |
| 1        | Bolton            | 1 – 0           | Fulham             | 16.151     |
| 2        | Tottenham         | 1 – 1           | Nottingham Forest  | 35.640     |
| Replay   | Nottingham Forest | 0 – 3           | Tottenham          | 28.062     |
| 3        | Everton           | 0 – 2           | Manchester Utd     | 38.664     |
| 4        | Charlton          | 1 – 2           | Leicester City     | 23.719     |
| 5        | Burnley           | 0 – 0           | Blackburn          | 21.468     |
| Replay   | Blackburn         | 2 – 1           | Burnley            | 28.691     |
| 6        | Southampton       | 2 – 2           | Brentford          | 24.741     |
| Replay   | Brentford         | 1 – 3           | Southampton        | 11.720     |
| 7        | Newcastle Utd     | 1 – 0           | Chelsea            | 45.740     |
| 8        | Arsenal           | 1 – 1           | Sheffield Utd      | 36.891     |
| Replay   | Sheffield Utd     | 0 – 0 (2-4 dtr) | Arsenal            | 27.595     |

## Sesto turno
| Arbitro: | Rob Styles |

|             |           |  |
| Kluivert 5’ | Marcatori |  |

| Arbitro: | Howard Webb |

|  |           |                           |
|  | Marcatori | 2’ Keane 48’, 87’ Scholes |

| Arbitro: | Steve Bennett |

|  |           |              |
|  | Marcatori | 3’ Ljungberg |

| Arbitro: | Neale Barry |

|            |           |  |
| Dickov 83’ | Marcatori |  |

## Semifinali
| Arbitro: | Steve Dunn |

|                               |           |  |
| Pirès 42’ van Persie 84’, 90’ | Marcatori |  |

| Arbitro: | Mike Riley |

|            |           |                         |
| Ameobi 59’ | Marcatori | 19’, 58’ van Nistelrooy |

## Finale
| Arbitro: | Rob Styles |

|                                         |                      |                                             |
| Lauren Ljungberg van Persie Cole Vieira | Tiri di rigore 5 – 4 | van Nistelrooy Scholes Ronaldo Rooney Keane |
| Arsène Wenger                           | Allenatori           | Alex Ferguson                               |

| Arsenal | Manchester United |